# Mikhail Skopin-Sjujskij
Prins (knjaz) Mikhail Vasilevitj Skopin-Sjujskij (russisk: Михаил Васильевич Скопин-Шуйский, tr. Mikhail Vasilevitj Skopin-Sjujskij; født 18. november 1586, død 3. maj 1610 i Moskva) var en russisk statsmand og militær personlighed under Forvirringens tid. Han var den sidste repræsentant for Sjujskije-familien, der var en del af Rurikslægten.

## Opvækst
Efter at have mistet sin far, Vasili Feodorovich Skopin-Sjujskij, i en tidlig alder, blev Mikhail Skopin-Sjujskij uddannet af sin mor. Under Boris Godunovs regeringstid, blev han udnævnt stolnik (dansk: ~ overhovmester). Under Falske Dmitrij fik Mikhail titel af velikogo metjnika (dansk: ~ væbner), og Dmitrij bad ham personligt at bringe Marfa Ioannovna, Mikhail Fjodorovitjs mor, til Moskva fra hendes eksil. Under Vasili IVs regeringstid stod Skopin-Sjujskij sin fætter, zaren, nær.

## Militær karriere
Han indledte sin militære karriere i 1606 da Ivan Bolotnikov dukkede op på scenen. Han besejre Bolotnikov to gange, først nær Pakhra med en lille enhed til rådighed (efter Bolotnikov havde knust den moskovitiske hær ledet af Mstislavskij og andre bojarer) og derefter ved Kotly. Efter det andet nederlag flygtede Bolotnikov og hans mænd til Tula. Skopin-Sjujskij deltog aktivt i en succesfuld belejring af Tula i ledelsen for den moskovitiske hær.
Da Falske Dmitrij II dukkede op på den politiske horisont, besluttede Vasili IV at søge hjælp fra svenskerne og sendte Skopin-Sjujskij til Novgorod for at forhandle med dem. Trods nogle forhindringer lykkedes det Skopin-Sjujskij at overtale svenskerne til at hjælpe den russiske zar.
Den 14. april 1609 forlod Skopin-Sjujskij Novgorod med 12.000 svenske soldater under kommando af Jakob De la Gardie for at undsætte den russiske trone. Skopin-Sjujskij erobrede Oresjek, Tver og Torzhok og ryddede den nordlige del af landet for fjender. Han besejrede hetman Jan Piotr Sapieha ved Kaljázin og tvang ham til at opgive belejringen af Troitse-Sergijeva lavra (dansk: ~ Treenigheds-Sergius klostret).
Mikhail handlinger blev ofte hæmmet af manglende finansiering til de svenske lejesoldater og nødvendigheden af at træne sin egen hær. Ikke desto mindre flygtede mange tilhængere af Falske Dmitrij II ved synet af Mikhails hær, dette gav ham et ry som frelser af fædrelandet. På et tidspunkt, kom Prokopij Ljapunov til Mikhail Skopin-Sjujskij og tilbød ham den russiske trone, men han afviste tilbuddet.

## Død
Alle Mikhails fremgange gjorde hans fætter, Dmitrij Ivanovitj Sjujskij, der tidligere måtte overgive sin post som øverstbefalende for den moskovitiske hær til fordel for Mikhail, misundelig. Det fremgår, at zaren besluttede at slippe af med sin 23-årige rival. Under en fest, gav Dmitrij Sjujskijs kone Mikhail et forgiftet glas vin. Han døde den 23. april 1610 to uger senere. Vasili IV beordrede at han blev begravet ham i Ærkeenglen Michaels katedral, væk fra de kongelige krypter.